# Elektroncső

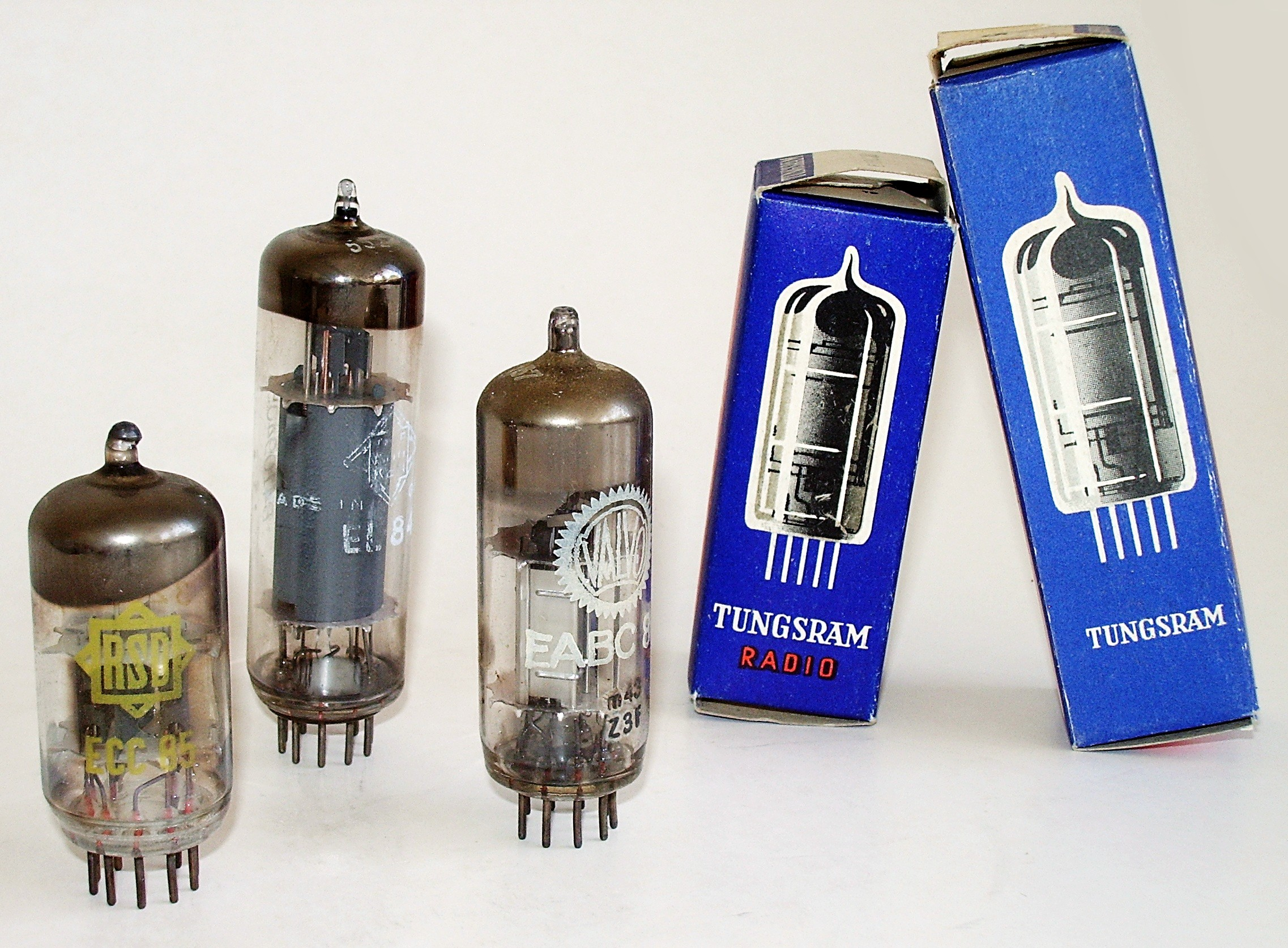
Elektroncsövek

Dióda

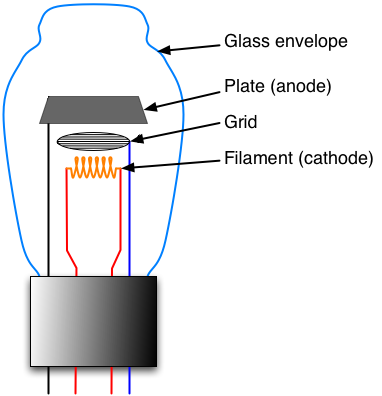
Trióda

Az elektroncső az elektronikában használt aktív eszköz, amely elektronok vákuumban vagy gázzal töltött térben való áramlásán alapul. Többnyire nagyjából hengeres kialakítású üveg védőbúrában rögzített, elektródákat tartalmazó, légmentesen lezárt elektronikai eszköz, amelyből az elektródák a működtetéshez ki vannak vezetve. Ha az elektroncső belsejében légritkított tér, azaz vákuum (10−1 Pa) van, ekkor vákuumcsövekről beszélünk, ha kis nyomású gáz, akkor gáztöltésű elektroncsőről.
Az elektroncsöveket egyenirányításra, erősítésre, elektromos rezgés keltésére, illetve kijelzésre használták. A félvezetők elterjedésével alkalmazásuk egyre inkább háttérbe szorult, főként a fogyasztásuk, a működési módból következő melegedésük, mechanikai kivitelük, méreteik, élettartamuk miatt. Az elektroncsövet ma már félvezető eszköz: tranzisztor, félvezető dióda, tirisztor helyettesíti. Ugyanakkor katonai területen ma is használatban van, mert nem érzékeny az atomrobbanás okozta sugárzásra, és az elektromágneses zavarokra, szemben a félvezetőkkel. A profi hangtechnika is előszeretettel használja erősítőkben, egyrészt mert az átviteli tulajdonságai szubjektíven kellemesebb hangzást adnak, másrészt pedig működési folyamatait könnyebb kézben tartani, mint a félvezető alkatrészekét. Speciális elektroncsövet (magnetront) alkalmaznak a mikrohullámú sütőkben is.

## Működése

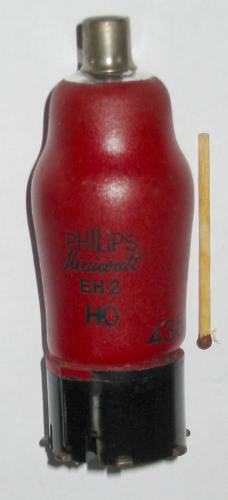
Elektroncső az 1930-as évek végéről (Philips)

Működése a légritkított, vagy gázzal töltött térben elektronok mozgásán alapszik. Az elektronok áramlása a katódról indul, a vezérlést az anód és a katód közé helyezett, rácsnak nevezett elem végzi, negatív elektromos feszültség alkalmazásával, a rajta átjutott elektronokat végül az anód fogja fel.
Az elektroncsövek nevét a beépített elektródák száma határozza meg: 2 elektróda (anód, katód) estén „dióda”, 3 elektróda estén (anód, katód, rács) „trióda”, a rácsok számának növekedésével „tetróda”, „pentóda”, „hexóda”, „heptóda”, „októda” az elektroncső neve (a trióda utáni megnevezések ritkábban használatosak).
A katód melegítés hatására elektronokat bocsát ki magából. Ez a termoelektromos effektus. A kibocsátott elektronok a katód körül elektronfelhőt alkotnak. A negatív polaritású katód és a pozitív polaritású anód hatására az elektronfelhőből az elektronok az anód felé áramlanak, az anódba csapódnak, a katód és az anód között anódáram folyik. Ha a katód és az anód közötti feszültség polaritást megcserélik, nincs elektronáramlás. Ezt a jelenséget használják ki az egyenirányító diódák.
Az elektroncsőben az anódáram a rácsra kapcsolt feszültséggel szabályozható. A rácsra adott feszültség nagyságától függően a rács körül kialakuló elektrosztatikus tér befolyásolja a katód és az anód közötti elektronáramlás nagyságát. A katódhoz képest a vezérlőrácsot többnyire negatív potenciálon tartják. Ilyenkor rácsáram gyakorlatilag nincs, a cső nagyon nagy bemenő ellenállású beállításban (többnyire kedvező) működik. Pozitív rácsfeszültség esetén ez az előny eltűnik, az ilyen, ún. rácsáramos üzemmódot csak nagyon ritkán alkalmazták.
A három elektródával rendelkező trióda a legegyszerűbb erősítő.
A pentóda működése is hasonló, a további két rács csak a működési jellemzőket javítja.
Az elektroncső egyes jellemzői között a Barkhausen-egyenlet teremt összefüggést. Az egyenlet szerint az elektroncső feszültségerősítési tényezője {\displaystyle \mu } egyenlő az S meredekség és az {\displaystyle R_{b}} belső ellenállás szorzatával. A meredekség azt adja meg, hogy egységnyi rácsfeszültség változás hatására mekkora anódáram változás következik be. Az elektroncső megfelelő munkapontjának megválasztásával elérhető ugyanis, hogy az anódáram változás széles tartományban arányos legyen a vezérlőrács feszültségének megváltozásával.

## Felépítése

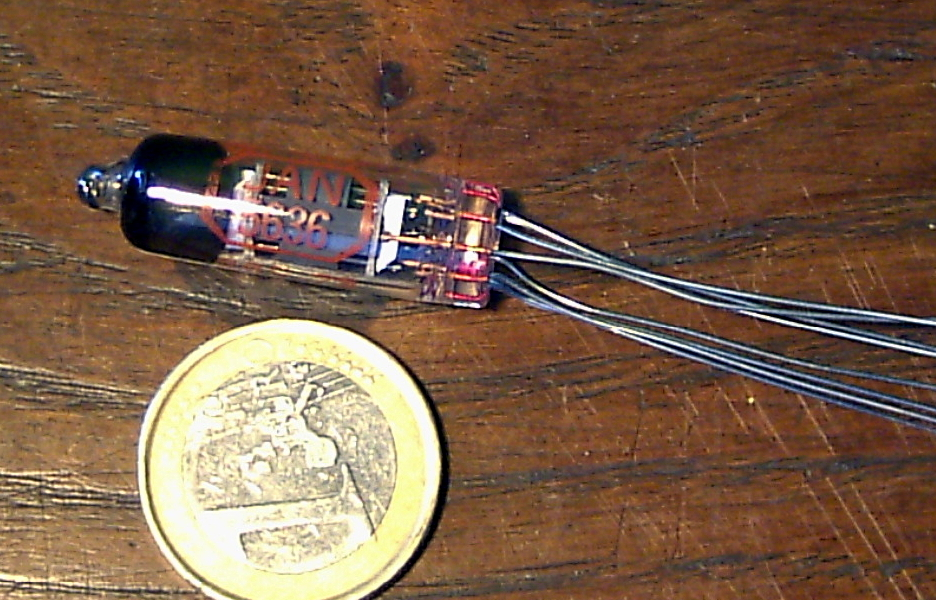
Miniatűr elektroncső (RCA)

Az elektroncső mechanikailag koncentrikus, egymásba helyezett hengeres elemekből épül fel. A kivezetések az elektromos kapcsolaton kívül tartóként is funkcionálnak. Gyakori, hogy egy burába két elektroncső elektródáit építik egybe, de egymástól elektromosan szigetelten, a fűtés azonban általában közös. Az elektroncső burkolata (burája) többnyire üvegből készül, de különleges elektroncsövek esetében ez lehet kerámia vagy fém is. Az elektródák kontaktusrendszere alkotja a csőfejet, függetlenül attól, hogy az üveg csőburánál ez egy üvegtányérba forrasztott kivezetés rendszer, az úgynevezett lábak vagy miniatűr kivitelű elektroncső esetén forrasztható huzalok, illetve valamilyen külső foglalat és érintkező-rendszer alkotja a csőfejet.
A csőfoglalat vagy foglalat nem része az elektroncsőnek, de a megfelelő csőfoglalatba behelyezve az elektroncsövet azt mechanikusan rögzíti, illetve elektromosan csatlakoztatja a többi áramköri elemhez. Célszerű megoldás volt, mivel az elektroncsövet a kiégése miatt időnként cserélni kellett. Javítása megoldhatatlan.

### Fűtőszál
Általában a fűtőszál feladata, hogy megfelelő hőmérsékletűre (vörösizzásig) melegítse a katódot.
Az elektroncsövekben alkalmazott fűtőszál hasonló az izzólámpák spiráljához.
A fűtőszál izzásakor keletkező látható fény éppen úgy veszteség, mint az a hőmennyiség, ami kisugárzásra kerül.

### Katód
A direkt fűtésű katód esetében a katód maga az a volfrámszál, ami a fűtőáram hatására izzásba jön, hozzávetőlegesen 700 Celsius-fokon, és elektronokat bocsájt ki (emittál). A közvetett fűtésű katód esetében a katód melegítését szintén fűtőszál végzi, amit a tantál vagy nikkel katód henger vesz körbe. A direkt fűtés esetében a katód hőmérséklete körülbelül 1000 °C. A minél magasabb elektronkibocsátás miatt a katódot olyan anyaggal vonják be, amelynek nagy az elektron kibocsátó képessége (bárium-oxid, tórium-oxid), az az úgynevezett oxikatód. Idővel a katód veszít elektronkibocsátó képességéből, az elektroncső elöregszik.
A nagy teljesítményű egyenirányítók esetében a higanykatód terjedt el.
Léteztek olyan elektroncsövek is, amelyeket nem elektromos áram, hanem gáz fűtött.

### Rács
A rácsot általában egy a katóddal koncentrikus, spirális formában feltekert vezető valósítja meg. Több rács esetén a rácsok szintén koncentrikusan helyezkednek el a katód körül. A spirál menetei hozzávetőlegesen 1-2 milliméteres távolságra vannak egymástól, de mivel a rács elektrosztatikus terével vezérel, a kialakítása nem kritikus.

### Anód
A katódról érkező (és a rácson áthaladt) elektronokat fogja fel. Az anódra emiatt pár száz voltos pozitív feszültséget kell kapcsolni. Az itt kialakult anódáram hozza létre a hasznos – pl. felerősített – jelet.

## Története
- William Crookes angol fizikus, Johann Wilhelm Hittorf német fizikus és mások közel egy időben, 1869-1875 körül felfedezik a részlegesen vákuumot tartalmazó elektroncsövet (Crookes–Hittorf cső, más néven katódsugár-cső), amiben katódsugár, azaz elektronok áramlottak. A csövet kizárólag fizikai kísérletekhez használták, akkoriban a gyakorlati alkalmazás ötlete még nem merült fel.
- 1904-ben John Ambrose Fleming felfedezése alapján elkészíti az első diódát.
- Lénárd Fülöp alkalmaz először rácsot az elektronáramlás vezérlésére.
- Az első triódát 1905-ben Lee de Forest alakítja ki, a lemez anód alkalmazásával.
- Wehnelt felfedezi az oxikatódot, nevét a Wehnelt-henger, a képcsövek speciális hengeres katódja őrzi.
- 1905-ben R. Leiben, Strauss és J. P. Ross már gáztöltésű triódát alkalmaz távírójelek erősítésére, majd de Forest szikratávíró vételéhez alkalmazza a triódát.
- 1906-ban John Ambrose Flemming feltalálja a triódát, s rá két évvel Ruhmer kidolgozza az átviteli utak többszörös kihasználását, már látszik a következő korszak, melyet az elektroncső és a nagy távolságú távközlés időszakának nevezhetünk.
- 1913-ban A. Meissner a visszacsatolás alkalmazásával megszerkeszti az első csillapítatlan rezgéseket keltő elektronikus oszcillátort.

## Különleges elektroncsövek

### Adócsövek
Az adócsövek alatt a gyakorlatban nagy teljesítményű elektroncsöveket értenek. A nagy teljesítmény eléréséhez általában direkt fűtésű a katód, az anódfeszültség, a fűtőteljesítmény jelentősen megnövelt, az elektródák csatlakoztatása is különleges. Az adócsövek a nagy felvett és leadott teljesítmény miatt állandó lég- vagy vízhűtést igényelnek. Egyes esetekben a hűtést a anód külső felületére porlasztott vízzel segítik elő, a párolgás okozta hőelvonás kihasználásával.

### Kijelzőcsövek

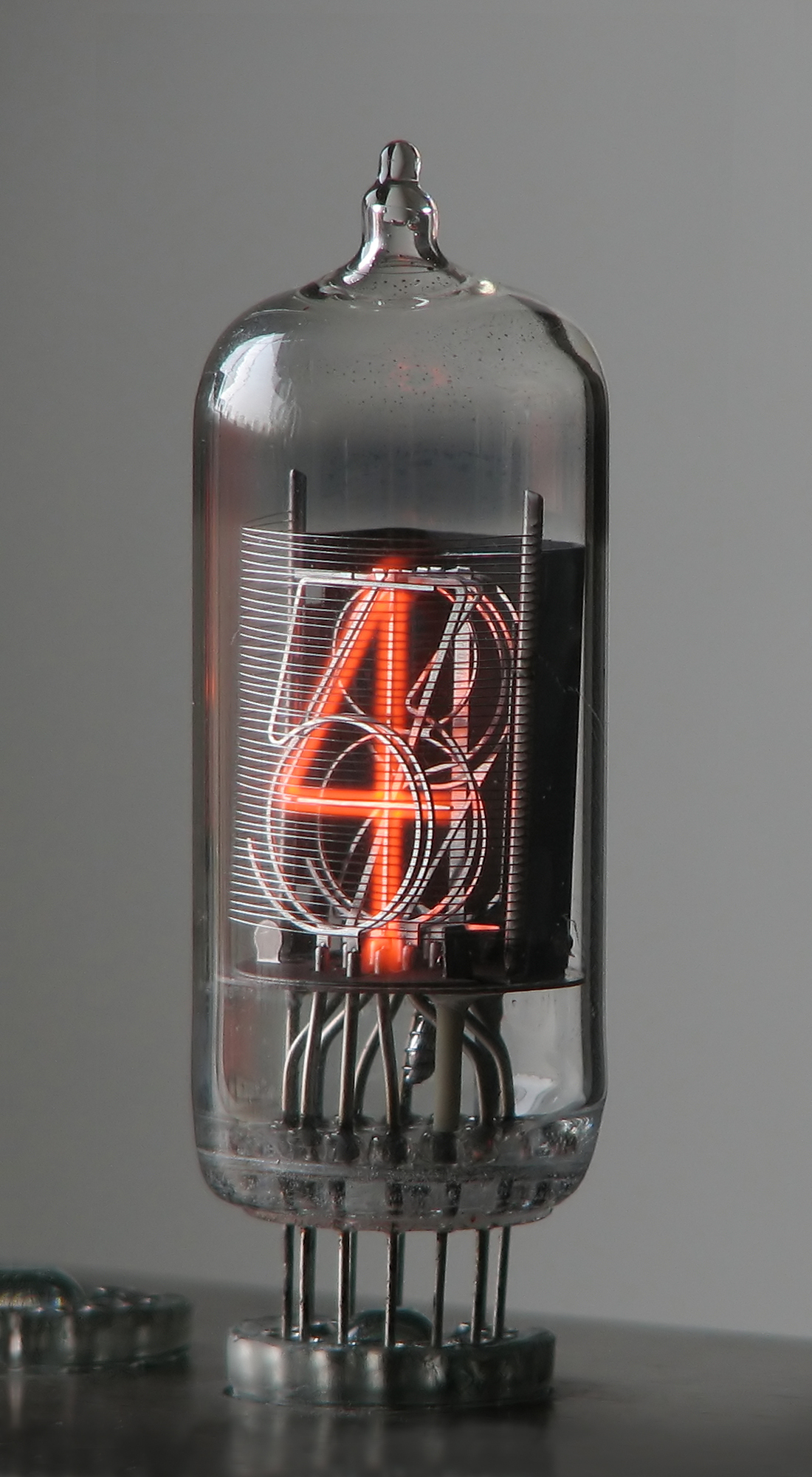
Egy tipikus kijelzőcső, elterjedt nevén Nixie-cső, amit általában számjegyek kijelzésére használnak

Olyan gázzal töltött elektroncsövek, amelyek az elektromos jeleket látható fénnyé alakítják. A fényt általában ködfénykisüléssel hozzák létre.
Az elektródák kialakításától függően számjegyek vagy pontok válnak láthatóvá. A pont kijelzésű számlálócsöveknél egy kör kerületén elhelyezett 10 pont közül egy világít, így a kijelző cső számkerékhez hasonlóan viselkedik. A számkijelzésű kijelzőcsöveket gyakran NIXIE csöveknek nevezik.

### Képcsövek
A képcsövek grafikus, képi információ megjelenítésére szolgálnak. A képcsövekben a grafikus információ képpontokként jelenik meg, egységes képnek a szemünk tehetetlensége miatt érzékeljük. Az oszcilloszkóp- és radarcsövek általában monokróm (egyszínű) megjelenítést biztosítanak, a televízió- és monitorcsövek kialakításuktól függően lehetnek képesek monokróm vagy színes képelemek megjelenítésére. A képcsövek speciális katódsugárcsövek, ahol a katódból kilépő elektronokat egy speciális kialakítású anód az elektronágyú nagy sebességre gyorsítja, és az ernyőnek ütköző elektronok az elektrolumineszcencia jelenségét kihasználva fényt gerjesztenek. Az ernyő bevonatától függően változik a kibocsátott fény színe. A kibocsátott fény intenzitása arányos a beérkező elektronok számával, így – a rácsfeszültséggel – az egyes képpontok fényessége változtatható.

#### Oszcilloszkóp csövek
A felgyorsított elektronsugarat általában egy egymásra merőleges lemezpár (X és Y irányú eltérítő elektródák) elektrosztatikus terével pozicionálják az ernyő megfelelő pontjára. A ernyő sík és többnyire kör alakú, bevonata általában zöld színű, a megjelenített képpont méretét az ernyőbe ütköző elektronsugár kiterjedése (fókuszálás) határozza meg. Az oszcilloszkóp csövekben az elektronsugár intenzitása állítható, így a megjelenített képpontok intenzitása a sebességtől függetlenül azonos lehet.

#### Televízió- és számítógép monitor képcsövek
Az egy színt megjeleníteni képes (monokróm) képcsövek felépítése hasonló az oszcilloszkóp csövek felépítéséhez, de lényeges különbség, hogy az eltérítő rendszere mágneses, és az elektronsugár intenzitás változtatható, mivel a megjelenített képpont intenzitása fényessége alapvetően fontos információ. Az ernyő téglalap alakú, és enyhén görbült. A képernyő méretét az téglalap átlójának méretével jellemzik, az oldalak aránya állandó (hagyományosan 3:4).
A színes képcsövek gyakorlatilag 3 közös ernyőt használó monokróm képcsőből épülnek fel. Az egyes ernyők piros, kék és zöld fényt kibocsátó bevonattal rendelkeznek. Egy mechanikus maszk biztosítja, hogy a megfelelő elektronsugár csak a megfelelő képpontot találja el. A maszk vagy egy speciálisan kialakított rács-szerkezet, vagy pedig lyukakkal ellátott fémlap. Egy megjelenített színes képpont így valójában 3 képpontból áll össze.
A számítógép monitor képcsövek jellemzője a felbontás, amely a megjeleníthető képpontok, pixelek számát mutatja.
A nagy intenzitású elektronsugár képes arra, hogy károsítsa a ernyő fénykibocsátó rétegét, ezért készültek az úgynevezett képernyővédő, screen saver programok.
A színes képcsövek esetében a maszkba, monokróm képcsövek esetében pedig az ernyő anyagába csapódó elektronok gyenge röntgensugárzást váltanak ki (ún. fékezési sugárzás). Intenzitása többnyire nem éri el az egészségre veszélyes szintet.

#### Radarernyők
Felépítésük hasonló az oszcilloszkópcsövekéhez, lényeges különbség azonban, hogy az elektronsugarat mágneses térrel térítik el, valamint a fénykibocsátó réteg képes arra, hogy az elektronok becsapódása által kiváltott fényt hosszabb ideig fenntartsa. Ez az utánvilágítási idő úgy van megválasztva, hogy nagyjából megegyezzen a radarantenna egy körülfordulási idejével.
Az első hazai fejlesztésű és gyártású, számítógéphez csatlakozó teljesen grafikus kijelző megjelenítője egy radarernyő volt.

#### Hangolásjelzők
A hangolásjelzők a régi rádiókban, erősítőkben használt, a köznyelv által varázsszemnek nevezett elektroncsövek az elektrolumineszcencia jelenségét használják ki, a képcsövekhez hasonlóan. A hangolásjelző csövek anódjára felvitt bevonat a fényt bocsát ki a becsapódó elektronok hatására. A hangolásjelzők anódja többnyire körgyűrű, körszegmens, téglalap formájú. A vezérlő rács olyan kialakítású, ami biztosítja, hogy az anód területéből többet vagy kevesebbet érjen az elektronáram, az információt a világító terület nagysága jelenti.

### Mikrohullámú elektroncsövek
A klisztronok és magnetronok, haladóhullámú csövek:
a „mikrohullámú elektroncsövek” az áramló elektronok és a nagyfrekvenciás tér közötti energetikai kölcsönhatást használják fel. Az egyenfeszültséggel felgyorsított elektronokat a pályájuk egy szakaszán nagyfrekvenciás tér fékezi, az elektronok kinetikus energiájának egy része mikrohullámú energiává alakul, mivel a fékezett elektronok kinetikai energiája csökken ugyan, de az energiamegmaradás miatt ugyanennyivel nő a mikrohullámú tér energiája.
A klisztronok, magnetronok és haladóhullámú csövek a deciméteres és centiméteres hullámhossz tartományban rezgések előállítására és erősítésére szolgálnak.
A mikrohullámú elektroncsövek kivitele olyan, hogy a lehető legjobban illeszkedjenek a mikrohullámú technikában használatos tápvonalakhoz.

#### Klisztronok
- Üreges klisztron
- Reflex klisztron

### Röntgencsövek
A röntgencsövek a nagy sebességre gyorsított, az anódba becsapódó elektronok által kiváltott röntgensugárzás előállítására szolgálnak.
A nagy sebességre gyorsított elektronok anódba csapódása okozta terhelés elviselésére az anód anyagának kiválasztása és kialakítása különleges megoldásokat igényel, gyakori a forgóanód, és a vízhűtés, a röntgensugárzást a lehető legkevésbé elnyelő anyag használata a teljes burkolatra, vagy csak a sugárzás kivezető ablakra.
A nagy gyorsítófeszültség (50-500 kV) miatt a elektródák csatlakoztatása, szigetelése különleges megoldásokat igényel, valamint a környezet sugárterhelésének csökkentésére árnyékolás szükséges.

### Fotocellák
A fotokatódra eső fény intenzitásának nagyságával szabályozható a fotocellák árama. A fotókatód bevonata (pl. szelén) biztosítja, hogy a fotoelektromos hatásra kilépő elektronok száma még kis fényintenzitás esetén is elegendő legyen.

### Foto- és elektronsokszorozók
Kis intenzitású fény- illetve elektronsugárzás elektronikus erősítésére szolgáló elektroncsövek, amelyekben a kaszkádkapcsolású speciális elektródák dinódák segítségével a szekunder elektronemisszió jelenségét használják ki.
A dinódák egyszerre viselkednek anódként és katódként: összegyűjtik a megelőző fokozatból származó elektronokat, és ugyanakkor a következő fokozat katódjaként több elektront emittálnak.
A fotosokszorozó egy fotokatódból és egy elektronsokszorozóból áll. A beérkező fény hatására a fotokatódból emittált elektronok számát növelik, míg az elektronsokszorozók vagy a magát a beérkező elektront, vagy a beérkező elektron által kiváltott másodlagosan emittált elektront erősítik tovább. A sokszorozók kimenő árama arányos a beeső fény- vagy elektronsugár intenzitásával.
Mivel a beeső fény hullámhosszától nem függ jelentősen az emisszió, alkalmas infravörös fény fogadására is. Az éjjellátó készülékek elektro-optikai képátalakítója tulajdonképpen elektrolumineszcens anyaggal bevont ernyővel rendelkező elektronsokszorozó.

### Képfelvevő csövek
Ezek az elektroncsövek az álló- vagy mozgóképek képpontokra bontását, és az egyes képpontok eső fény intenzitásával arányos elektromos jellé alakítását végzik.

#### Ortikonok
Az optikai képet egy mozaikelektródára vetítik, amelyen a fotoemisszió következtében egy „töltéskép” alakul ki. A töltésképet egy kis energiájú elektronsugár hátulról letapogatja, és árammá alakítja.

#### Vidikonok
Az optikai képet egy átlátszó lapra vetítik, amelynek másik oldalán egy, a megvilágítással helyileg változó vezetőképességű „fotokonduktív” réteg van. A megvilágítással arányos jelet egy, a fotokonduktív réteget pásztázó elektronsugár állítja elő.
Színes képek esetében optikai eszközökkel bontják szét a három alapszínre, és minden alapszínhez egy külön képfelvevő cső tartozik, vagy a fotoemissziós réteg illetve a fotokonduktív réteg színérzékeny.

## Alkalmazása

### Egyenirányítás
Mivel az elektroncsövek nagy anódfeszültséggel működnek, az elektroncső diódák jellemző felhasználása is ez volt. A hálózati váltakozófeszültségből a többi elektroncső anódfeszültségét egyenirányító diódákkal állították elő. A televízió képcsövek több tíz kilovoltos anódfeszültségét is egyenirányító dióda hozta létre.
A félvezető diódák nagyon hamar átvették az elektroncső diódák szerepét.

### Erősítés
Erősítésre általában triódát használtak. A trióda ma már helyettesíthető tranzisztorral. Az elektroncsöves erősítők igen nagy (megaohm nagyságrendű) bemenő ellenállását tranzisztorokkal csak nehezen lehetett elérni, ezért sokáig alkalmazták érzékeny feszültségmérésnél (csővoltmérők: értsd elektroncsővel működő nagy belső ellenállású voltmérő) illetve kis áram leadására képes feszültségforrások jelének erősítésénél (pl. lemezjátszók piezoelektromos hangszedői).
Több fokozatú erősítők utolsó fokozatában (végfok) már többnyire pentódákat alkalmaztak, mert nagy anódáramok esetén kedvezőbb tulajdonságokkal bírt.
Az elektroncsöves erősítők kimeneti ellenállása többnyire elég nagy (több tíz kiloohm), ami miatt kis ellenállású fogyasztókhoz az illesztés nem optimális. Például hangerősítők esetében az elektroncsöves rendszerek komoly hátránya, hogy kimeneti transzformátorra van szükség a hangszórók működtetéséhez, ami a hangminőséget erősen rontja, a teljesítményt korlátozza.

### Kijelzés
- Televíziókban, radarokban, monitorokban: katódsugárcső
- Régebben órákban, műszerekben: nixie-cső
- Rádiókban: varázsszem

### Jellemző meghibásodási formák
Az elektroncsövek mechanikailag érzékeny eszközök. Az üvegbúra könnyen eltörhet. A gyakorlatban a védett készülékdobozban ez eléggé ritkán történt meg. Nagyobb képcsövek viszont ha eltörtek, komoly balesetveszélyt jelentettek akár a szerelőre is, a nagy sebességgel szétrepülő üvegszilánkok miatt.
Sokszor előfordult, hogy az elektroncsövön nem látszott sérülés, de valahogy levegő szivárgott a belsejébe: elgázosodott, működésképtelen lett.
Leggyakoribb probléma talán az izzó katód anyagának a lassú elöregedése volt, ezáltal az emissziós képesség csökkent. A cső emisszióvesztett lett. Ez egy lassú folyamat, amelynek az elején csak a cső elektromos tulajdonságai romlottak, majd a csövet cserélni kellett. A drága TV képcsövek esetén érdekes javítási megoldás volt a fűtőfeszültség megnövelése, az emisszió ezáltal akár egy-két évig is még elfogadható volt.
Néha előfordult az egyes elektródák zárlata vagy szakadás is, vagy a csőfoglalat kontaktus hibája.

## Jelölésük

### Nyugat-Európa
Nyugat-Európában a normál elektroncsövek azonosítására egy betűkből és számokból álló azonosító rendszer használatos, ami betűkből és legalább két számból áll.
Az első betű az elektroncső fűtéséről (feszültség vagy áram) ad információt. A gyakori "E" kezdőbetű 6,3V névleges fűtőfeszültségre utal. Az ilyen elektroncsövek fűtőszálait rendszerint párhuzamosan kapcsolták, jellemzően a nem túl sok csövet felhasználó kapcsolásokban. Másik gyakori kezdőbetű a "P", ami 0,3A névleges fűtőáramra utal. A kellően sok cső fűtőszálait sorba kötve a hálózati feszültségről – transzformátor nélkül – megoldható volt a fűtőkör működtetése, szükség esetén NTK ellenállás közbeiktatásával.
A következő egy vagy több (legfeljebb három) betű azt mutatja, hogy milyen és hány elektródarendszer van közös burában.
Az elektródarendszert jelölő betűk:
- A: Dióda
- AA: Kettős dióda, két külön katóddal
- B: Kettős dióda, közös katóddal
- C: Trióda (nem végfokcső)
- D: Végtrióda
- E: Tetróda (nem végfokcső)
- F: Pentóda (nem végfokcső)
- H: Hexóda vagy heptóda
- K: Októda vagy heptóda
- L: Végpentóda
- M: Hangolásjelző
- N: Gáztöltésű trióda vagy thyratron
- P: Tetróda (szekunder emissziós)
- Q: Nonóda
- W: Gáztöltésű dióda
- X: Gáztöltésű kettősdióda
- Y: Nagyfeszültségű dióda (egyenirányító)
- Z: Nagyfeszültségű kettősdióda (egyenirányító)

A számok:
A betűcsoportot követő első szám a foglalat, illetve a csőfej típusát határozza meg, a következő szám egyéb, többnyire gyártóspecifikus azonosító.

### Észak-Amerika (RETMA)
Az azonosítók egy – legfeljebb háromjegyű – számmal kezdődnek, ez jelöli a cső fűtésének feszültségét (egész számra kerekítve). Ezt egy vagy két betű követi, majd az elektroncsőben található aktív elemek darabszáma. Az azonosítók végén néha még áll egy legfeljebb háromtagú betűcsoport, ami általában különböző változtatásokat jelöl az eredetihez képest (pl. aranyozott csatlakozó, katonai verzió, nagyobb teljesítmény).